# Antas
Antas es una localidad y municipio español situado en la parte central de la comarca del Levante Almeriense, en la provincia de Almería, comunidad autónoma de Andalucía. Limita con los municipios de Vera, Los Gallardos, Bédar, Lubrín, Zurgena, Huércal-Overa y Cuevas del Almanzora.
El municipio antuso comprende los núcleos de población de Antas —capital municipal—, Aljáriz, El Cabecico, La Fuente Abad, La Huerta, Jauro, Los Llanos del Mayor, El Real y El Salmerón.

## Geografía física
Integrado en la comarca de Levante Almeriense, se sitúa a 84 kilómetros de la capital provincial. El término municipal está atravesado por la autovía del Mediterráneo (A-7) entre los pK 529 y 535, además de por la autopista del Mediterráneo (AP-7), por la antigua carretera N-340a, por la carretera A-1202, que comunica el pueblo con la A-7 y la N-340a, y por la carretera provincial AL-600 (AL-7105), que se dirige hacia Zurgena y Lubrín.
El relieve del municipio es bastante accidentado, destacando la presencia del río Antas que se nutre de los aportes estacionales de numerosas ramblas en su descenso hacia Vera. Entre ellas destaca, por su entidad, el sistema Ballabona-Serón que desemboca en el río Antas por su margen izquierda. La zona más occidental es la más montañosa, definida por la sierra Lisbona, estribación hacia el noreste de la sierra de Filabres. La altitud oscila entre los 611 metros en la sierra Lisbona y los 50 metros a orillas del río Antas. El pueblo se alza a 108 metros sobre el nivel del mar.
| Noroeste: Zurgena       | Norte: Huércal-Overa y Cuevas del Almanzora | Nordeste: Vera |
| Oeste: Zurgena y Lubrín |                                             | Este: Vera     |
| Suroeste: Lubrín        | Sur: Bédar y Los Gallardos                  | Sureste: Vera  |

### Riesgos naturales
El municipio de Antas todavía no cuenta con un PTEL que cumpla con la Ley 5/2010 sobre autonomía local.

## Naturaleza
En el municipio se encuentra el Lugar de Interés Geológico "Volcán de Cabezo María", que ocupa 18,49 hectáreas. Es un antiguo centro de emisión formado principalmente por brechas volcánicas submarinas. Es un tipo de afloramiento tipo Veritas, que es un grupo de rocas volcánicas muy escasas. En el mismo la ermita de la Virgen de la Cabeza.
El Cajete es un embalse de agua natural, producido por el nacimiento en una rambla que desemboca en el río Antas y una serie de rocas que lo abrigan. El lugar es utilizado por los habitantes del municipio como zona de baño en verano. Asimismo, sus aguas son utilizadas para riego.
Por el municipio discurren la Vereda de Fuente Lobico, el cordel del camino viejo de Baza, el cordel del Pilarico y el cordel del río Antas. Asimismo, en el municipio existe el sendero "PR-A 381".

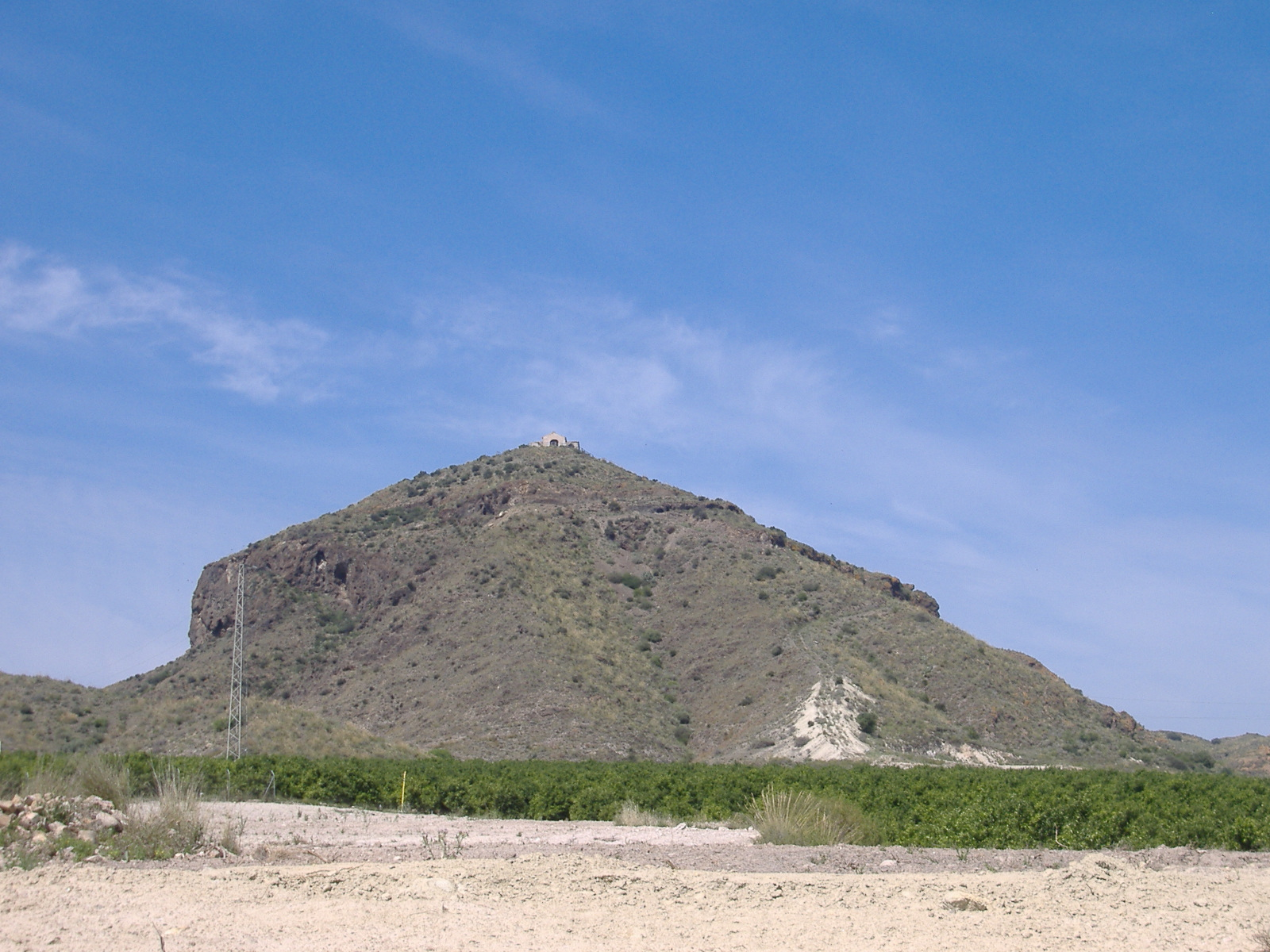
Cabezo María

El municipio da nombre al río Antas que nace en el extremo oriental de la sierra de los Filabres y desemboca en el mar Mediterráneo dentro del término municipal de Vera. En su curso bajo, tiene un carácter torrencial debido a las escasas precipitaciones en la zona, lo cual ha originado en ocasiones de inundación numerosas pérdidas económicas.

## Geografía humana

### Organización territorial
Además de la cabecera municipal, Antas cuenta también con varias entidades de población según el nomenclátor publicado por el Instituto Nacional de Estadística: Aljariz, La Fuente Abad, La Huerta, Los Llanos del Mayor, El Real, El Cabecico, El Salmerón y Jauro.

### Demografía
Cuenta con una población de 3450 habitantes (INE 2024).
| Gráfica de evolución demográfica de Antas entre 1842 y 2021                                                           |
| |
| Población de derecho según los censos de población del INE. Población de hecho según los censos de población del INE. |

### Economía
La economía está basada principalmente en la agricultura y el sector secundario y de transportes. En el municipio hay ubicados tres polígonos industriales (Aljoroque I, Aljoroque II y El Real). En el sector del transporte hay empleadas más de 900 personas. Hay más de 1000 hectáreas de cutlivo de árboles, siendo el principal el naranjo. En total hay 400 empresas ubicadas en el municipio, que dan trabajo a más de 6000 personas, convirtiendo a Antas en el municipio de la provincia con más empresas per cápita: 7,92.

#### Evolución de la deuda viva municipal
| Gráfica de evolución de deuda viva del Ayuntamiento de Antas entre 2008 y 2019                                |
| |
| Deuda viva del Ayuntamiento de Antas en miles de euros según datos del Ministerio de Hacienda y Ad. Públicas. |

## Símbolos
Antas consiguió una autorización por parte de la Junta de Andalucía para adoptar sus símbolos en julio de 1998, pero no ejerció ese derecho hasta julio de 2007. El municipio cuenta con un escudo y bandera adoptados de manera oficial.

### Escudo
Su descripción heráldica es la siguiente:

Escudo partido: Primero, de púrpura, una tienda de campaña de oro surmontada de las letras F e Y, del mismo metal; en punta, ondas de plata y azur. Segundo, de sinople dos flores de azahar en su color natural puestas en palo. Al timbre, corona real cerrada.

### Bandera
La enseña del municipio tiene la siguiente descripción:

Bandera rectangular, de proporciones 1:2, de color naranja. En el centro del paño, el escudo municipal con altura igual a la mitad del ancho de la bandera.

## Administración y política

### Alcaldes

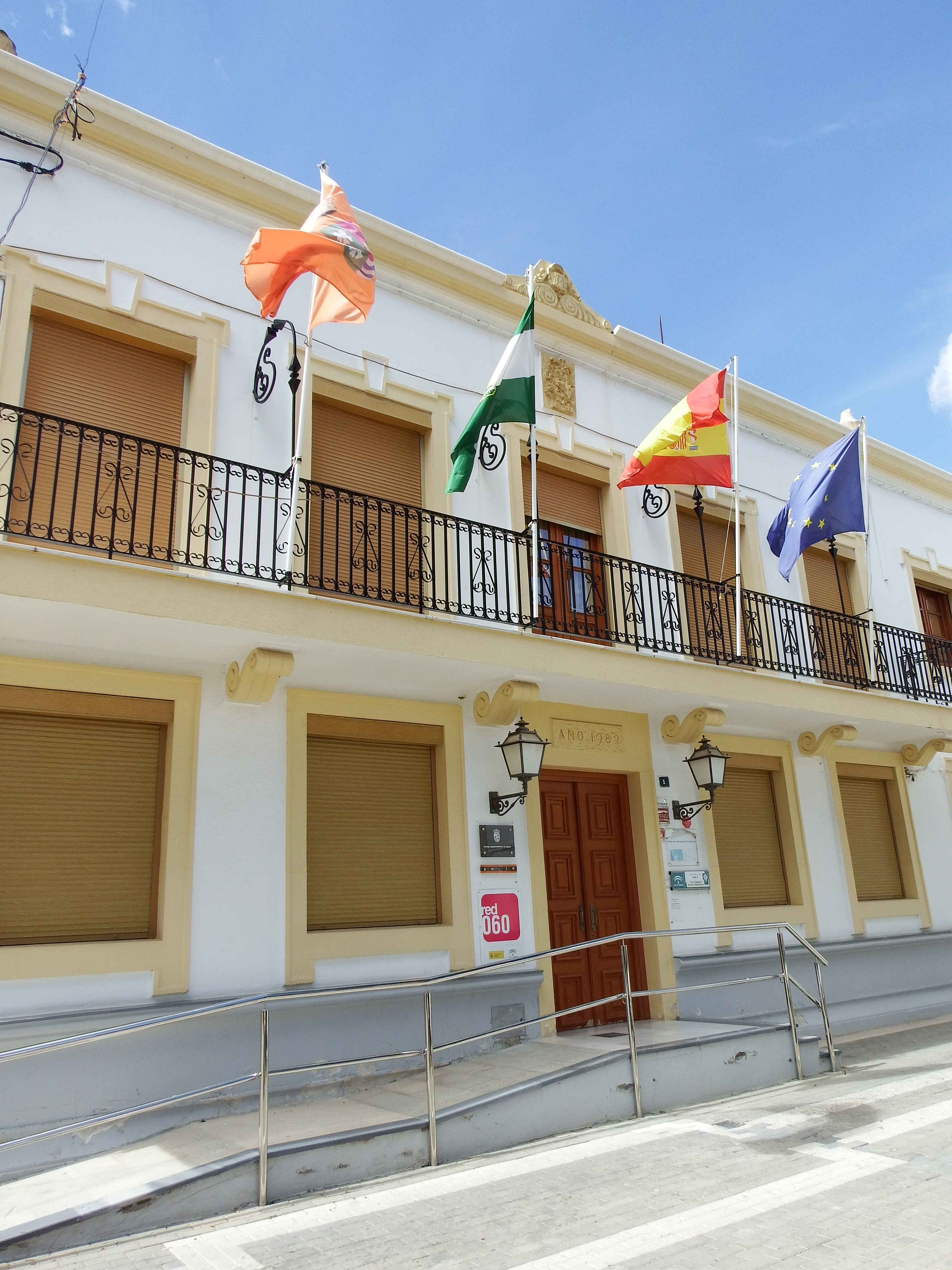
Casa Consistorial de Antas

| Legislatura | Nombre                                                                 | Grupo |
| ----------- | ---------------------------------------------------------------------- | ----- |
| 1979-1983   | Francisco Pérez Casquet                                                | UCD   |
| 1983-1987   | Francisco Pérez Casquet                                                | AP    |
| 1987-1991   | Bartolomé Soler Cano                                                   | PSOE  |
| 1991-1995   | Bartolomé Soler Cano                                                   | PSOE  |
| 1995-1999   | Bartolomé Soler Cano                                                   | PSOE  |
| 1999-2003   | Bartolomé Soler Cano (1999-2001) Ana Joaquina García Núñez (2001-2003) | PSOE  |
| 2003-2007   | Ana Joaquina García Núñez                                              | PSOE  |
| 2007-2011   | Isabel Belmonte Soler                                                  | PP    |
| 2011-2015   | Isabel Belmonte Soler                                                  | PP    |
| 2015-2019   | Isabel Belmonte Soler                                                  | PP    |
| 2019-2023   | Pedro Ridao Zamora                                                     | PSOE  |
| 2023-act.   | Pedro Ridao Zamora                                                     | PSOE  |

## Servicios públicos

### Educación
El municipio cuenta con un colegio de educación primaria, El Argar, además del IES Azahar.

### Sanidad
El municipio cuenta con dos consultorios, dependiente del Hospital La Inmaculada, que da servicio de lunes a viernes, uno de ellos ubicado en la cabecera municipal y el otro en Aljáriz.

## Cultura

### Patrimonio

#### Religioso

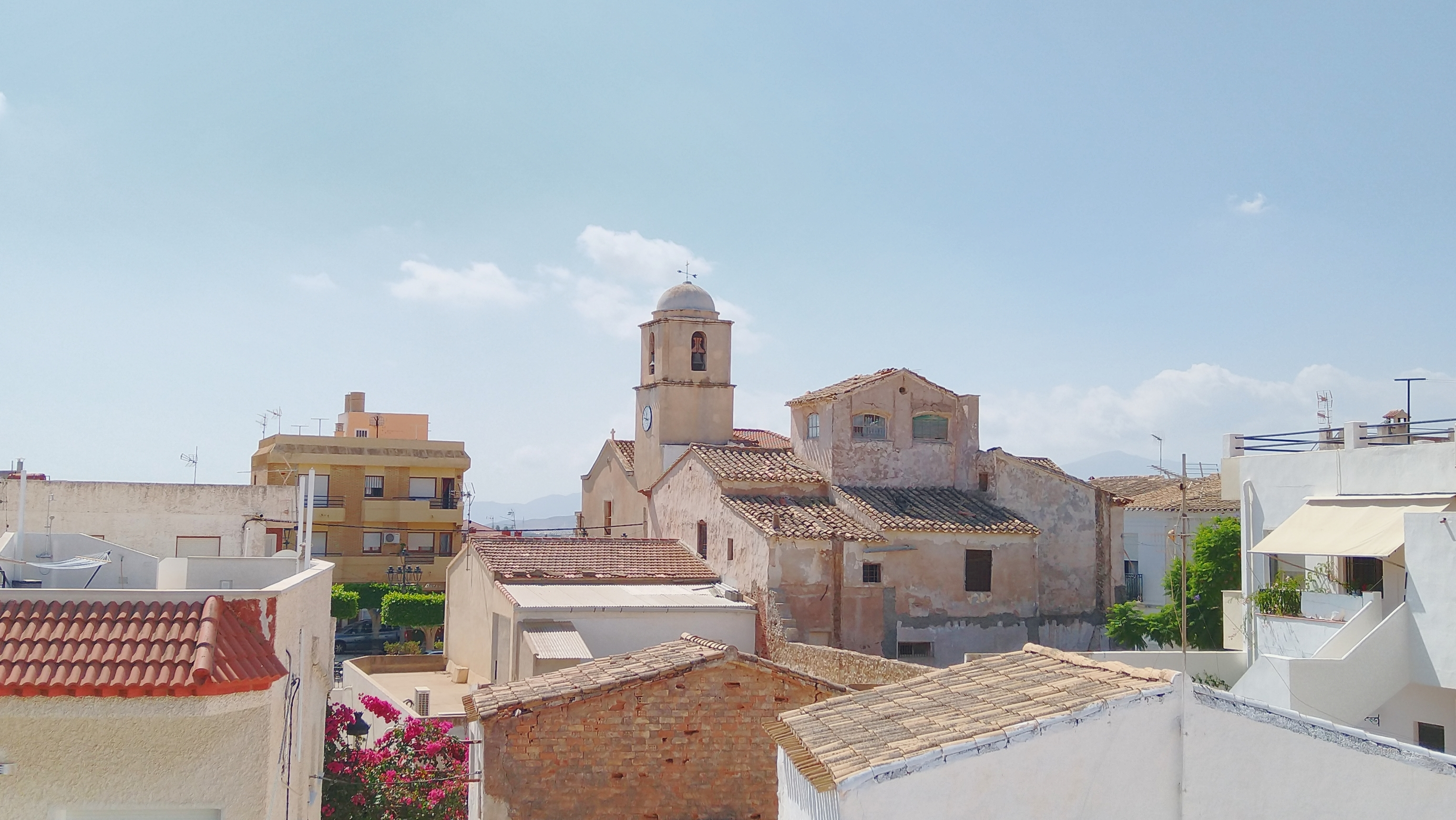
Vista de la Iglesia de Santa María de la Cabeza, en Antas

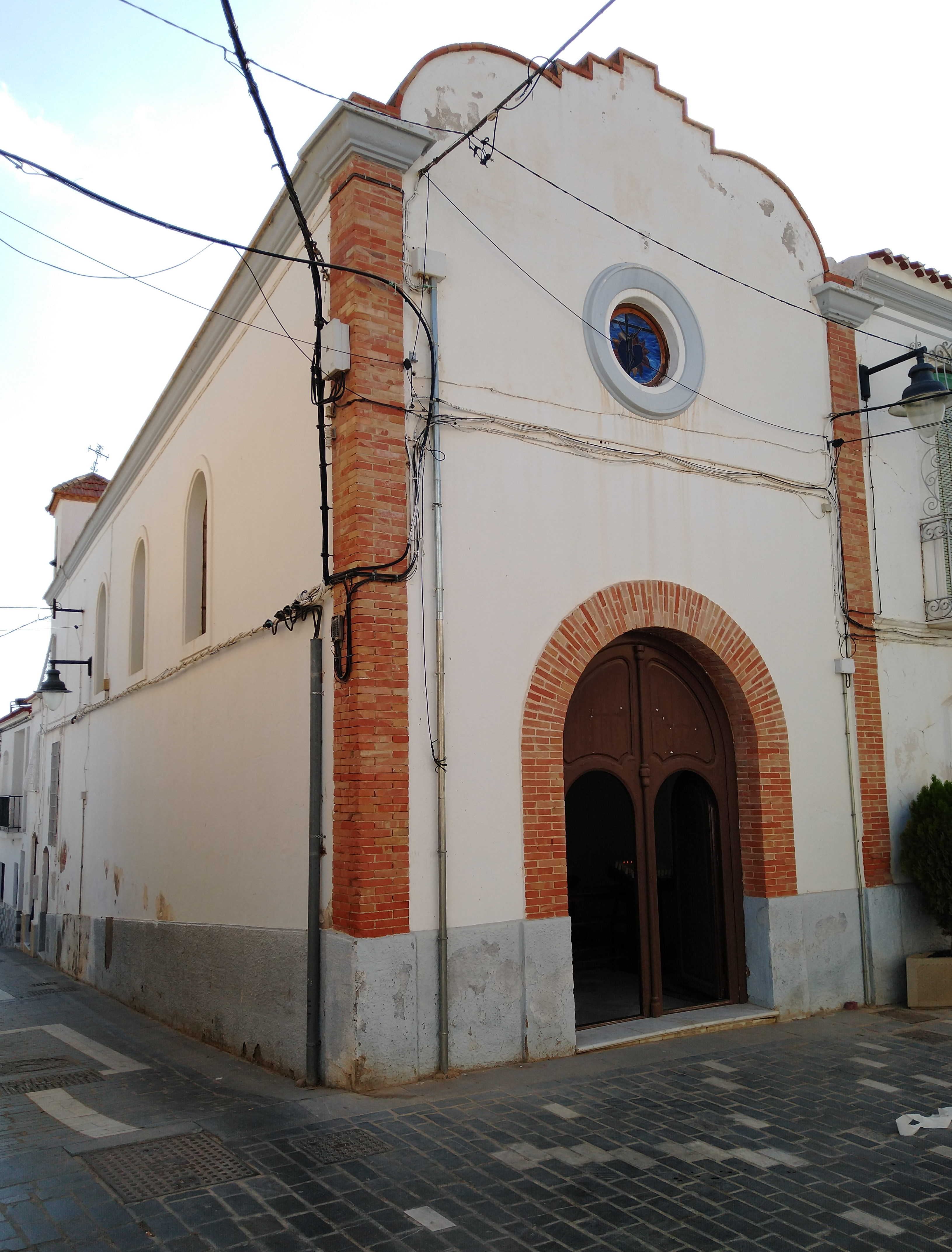
Capilla de la Medalla Milagrosa

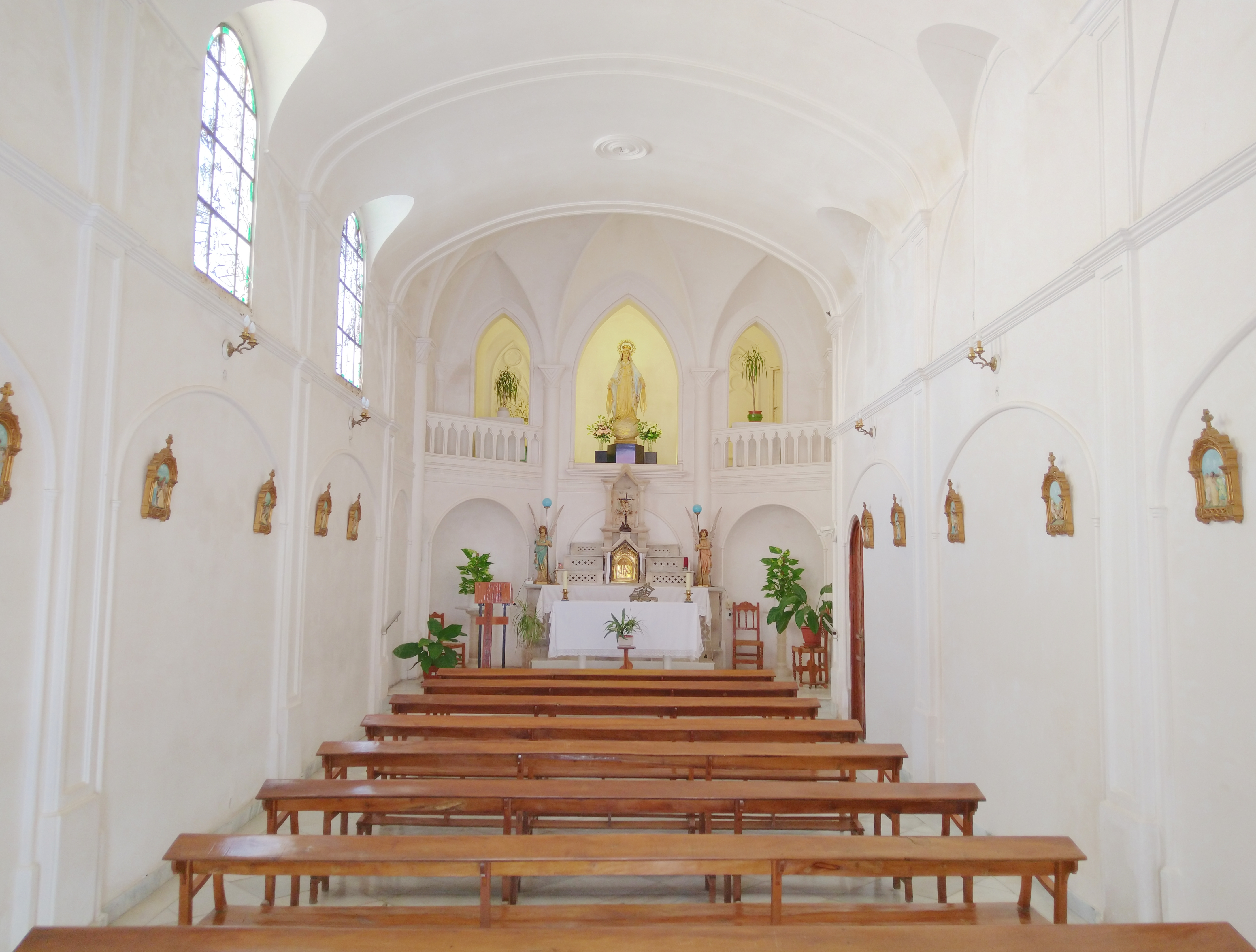
Capilla de la Medalla Milagrosa

- Iglesia parroquial de Antas: la iglesia parroquial de Antas fue erigida en el siglo XVI, concretamente en el año 1505. Es un edificio sencillo, sin mucha ornamentación exterior, donde destaca la torre del templo.
- Convento de San José[11]
- Capilla de la Medalla Milagrosa
- Ermita de la Virgen de la Cabeza: Está situada en el cerro de Cabezo María. Es un edificio de planta rectangular con volúmenes adosados en tres de sus lados. En uno de ellos hay un pórtico sostenido con cuatro arcos de medio punto. La entrada es precedida por un arco de medio punto. No se sabe la fecha de construcción exacta, pero en 1764 ya existía la ermita. Históricamente ha estado disputada entre Antas y Bédar, quedándose finalmente la titularidad el primero. En la ermita es donde se realiza la romería de la Virgen de la Cabeza.[3][12]
- Ermita de la era del Lugar: Es un edificio construido en 1943, en el lugar donde se veneraba la Virgen de la Cabeza, con la intención de resguardarla de la intemperie. El 7 de septiembre se traslada la imagen de la Virgen desde el Cabezo María a esta ermita.[3]

#### Civil
- Cerro de la Torre: también llamado Torre de la Ballabona, fue construido durante el periodo musulmán. Actualmente, se encuentra en ruinas, conservándose sólo su torre. El conjunto en sí ha sido catalogado como bien de interés cultural, en la categoría de monumento.[13]
- Acueducto del Real. El acueducto que conocemos actualmente formó parte del "Complejo Hidráulico de El Real" construido hacia 1915. El complejo se compondría de una instalación hidráulica, con pozo de motor, alimentado a carbón primero y por energía eléctrica más tarde. Albergada en el edificio conocido como "la fábrica" y chimenea de humos (hoy desaparecida). Todo ello junto con el acueducto suministraba agua desde una balsa con función de abastecimiento de regadío para huertas privadas y consumo local del vecindario. Este complejo hidráulico fue el signo de poder económico de la modernización que se introduce en las explotaciones agrarias y de la productividad que quiere alcanzarse a principios del siglo XX.[3][14]

#### Yacimientos arqueológicos

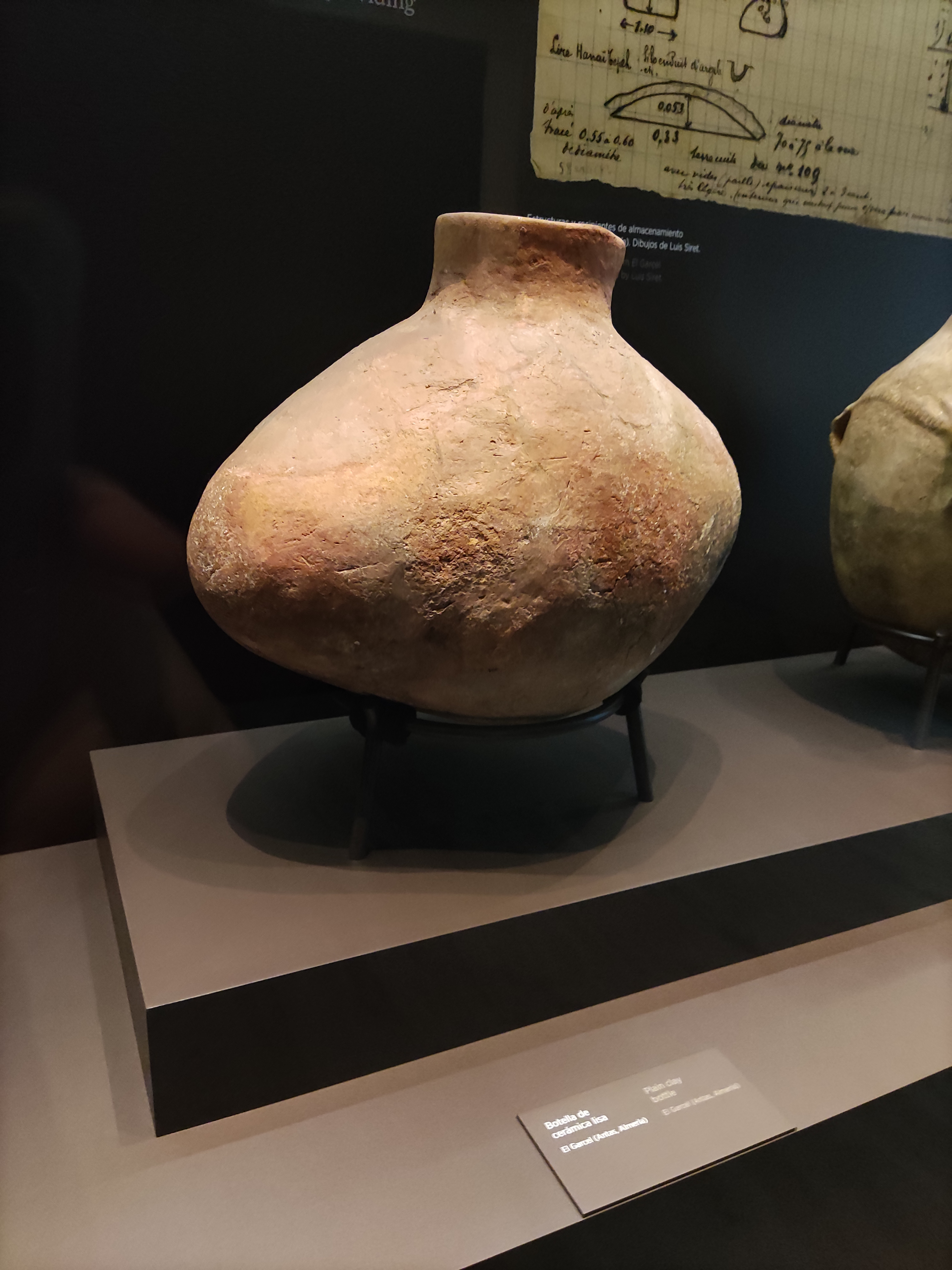
Botella cerámica lisa. Calcolítico. El Garcel 1. Colección Siret. Museo Arqueológico Nacional.

- El Argar y La Gerundia, de la Edad del Cobre el primero y Neolítico el segundo. El Argar da nombre a la cultura argárica. Excavados inicialmente por los hermanos Enrique y Luis Siret, publicaron sus resultados en castellano bajo el título de Las primeras edades del metal en el sudeste de España en 1890. Los materiales recogidos en este y otros yacimientos similares constituyeron el corpus básico para singularizar este grupo cultural.[15]
- El Garcel, de la Edad del Cobre temprana. Además de restos de cabañas con agujeros de poste y hogares circulares, silos y escoria de fundición de cobre, se han encontrado los huesos de aceituna más antiguos de la península ibérica.[16]
- Lugarico Viejo: bien de interés cultural, se sitúa en la margen derecha del río Antas, cerca de la barriada de Jauro. Es un poblado fortificado de la Edad del Bronce que albergaba un conjunto de cabañas y enterramientos. Aunque su altitud no es elevada (212 m sobre el nivel del mar), su particular orografía y su relación con el entorno lo convierte en un lugar de indudable valor estratégico. En el exterior se han descubierto áreas de enterramiento, siempre coincidentes con los patrones de la Edad del Bronce del sureste peninsular.[17]
- La Pernera[3][18]
- Fuente del Lobo[19]
- Cabezo Largo[20]
- Cajete-Antas[21]
- Cueva del Cabezo del Moro[22]
- Qurénima[23]
- Llanos de Mojana[24]
- Cortijo Ramallo[25]
- Fuente Bermeja[26]
- Fuente Nueva[27]
- Camino de Aljariz[28]
- Cruz de Antas[29]

### Patrimonio cultural inmaterial
Las fiestas patronales en honor de San Roque se celebran el 15 y 16 de agosto, coincidiendo con la festividad de la Asunción. El programa festivo incluye misas en honor de la Virgen y del santo, verbenas populares y bailes.

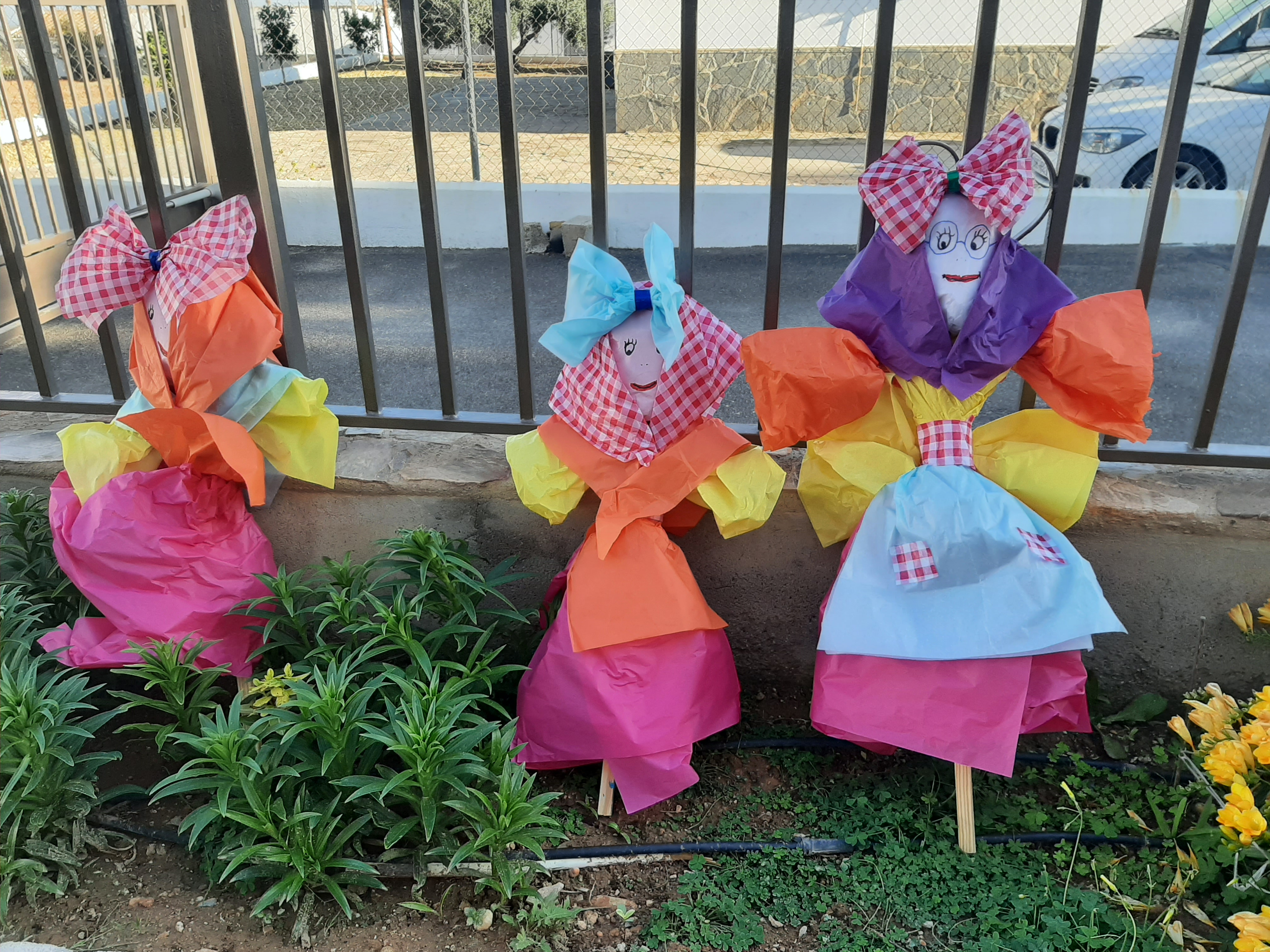
Muñecos del Día de la Vieja

Las fiestas en honor a la Virgen de la Cabeza suelen llevarse a cabo en torno al 8 septiembre. La romería supone el inicio de esta celebración y desde hace años se celebra el fin de semana previo al resto de días que constituyen dicha fiesta.
Las fiestas en honor a San Isidro, celebradas en la pedanía de Jauro, tienen lugar en torno al 15 de mayo.
Por último destacar las fiestas en honor a la Virgen las Huertas, celebradas en el núcleo de Aljáriz, que se celebran a finales de julio.
El día de la Vieja se celebra en el municipio en el día que parte la Cuaresma. En esta fiesta, que en sus orígenes era de carácter religioso, se realiza un muñeco de papel de colores, con un gorro y delantal, el cual está relleno de chucherías. El muñeco está sostenido por unas cañas en forma de cruz, y es golpeado con piedras que son lanzadas hasta que al romperse, suelta los caramelos que tiene en el interior.
- San Miguel 29 septiembre[31]
- Virgen de las Huertas última semana julio[31]

### Gastronomía

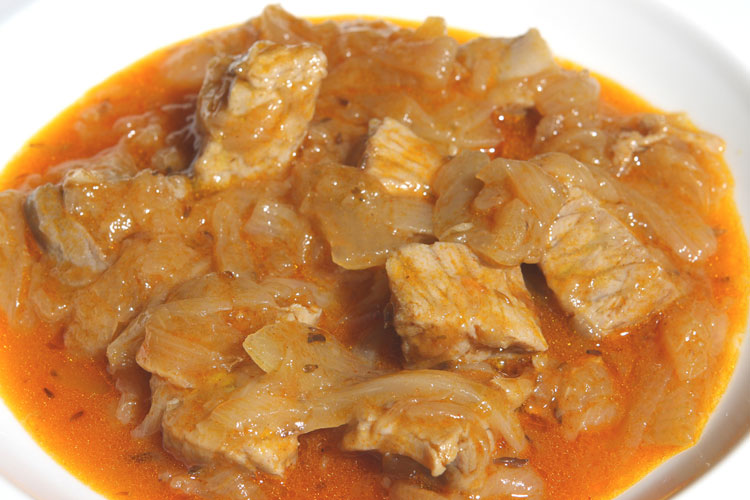
atún encebollado

Situado en la comarca del Levante Almeriense, en la que destacan los productos de la pesca, como el galán, el gallo Pedro, el rape, cigala, calamar, la gamba roja, así como platos calientes como arroz con boquerones, el ajo colarao con raya, el bacalao, el atún encebollado, los calamares con ganas, la cuajadera, la coca con boquerones y la frita del Almanzora.
Entre sus guisos destacan el guiso de pelotas.
En Antas se destacan los embutidos de matanza, el trigo, las migas, el caldo bordonero, las pelotas, los gurullos, y el pimentón.
Entre sus
dulces existen roscos, rosquillos, mantecados, las talbinas, las gachas con leche... 